# Chidera Eggerue
Chidera Eggerue (pseudônimo, The Slumflower; 18 de dezembro de 1994) é uma escritora e blogueira de moda britânica nigeriana. Ela é mais conhecida por seu livro, What a Time to Be Alone, e pela campanha online #SaggyBoobsMatter.

## Início da vida
Eggerue nasceu em 18 de dezembro de 1994 e foi criada no sudeste de Londres, em Peckham, um bairro de maioria britânico nigeriano. Eggerue estudou na Escola Primária Goose Green. Eggerue então foi para a Escola Notre Dame para fazer o ensino médio. Sua família é Igbo. Ela frequentou a faculdade para estudar design de moda, mas não conseguiu terminar o curso devido à depressão.

## Carreira
Em 2017, Eggerue lançou #SaggyBoobsMatter, uma hashtag que ganhou destaque no Twitter e no Instagram, para desafiar a convenção de que mulheres com seios grandes devem usar sutiã se seus seios caírem. Quando adolescente, ela se sentia insegura porque seus seios não pareciam com os da modelo da embalagem de seu primeiro sutiã. Mais tarde, ela decidiu abraçar sua forma e postou uma foto usando um vestido sem sutiã em setembro de 2017, usando a hashtag. Segundo Eggerue, "há espaço suficiente para todos no movimento de positividade corporal. Mas precisamos trabalhar juntos para abrir espaço para aqueles mais marginalizados do que nós". Eggerue recebeu críticas à campanha. No início de 2018, uma de suas fotos sem sutiã se transformou em um meme que se referia a ela e a outra mulher negra como pouco atraentes.
Ela então iniciou um blog chamado The Slumflower para destacar a moda que não é abordada pelo mainstream. O nome faz referência ao conceito de uma rosa crescendo no concreto e vem do curta-metragem criado pela dupla criativa Street Etiquette. O blog apresenta moda de rua moderna e acessível. Ela também escreve sobre tópicos como amizade, namoro, racismo e sexismo.

### Cinema e televisão
No início de 2018, ela apresentou um documentário no Newsbeat que explorou a perda de cabelo e suas próprias experiências com alopecia por tração. Ela cita Munroe Bergdorf, Reni Eddo-Lodge e Chimamanda Ngozi Adichie como suas maiores inspirações. Ela foi diretora criativa da Innclusive, uma organização de aluguel de casas que atende a um público multirracial.
Em janeiro de 2020, ela apresentou um documentário do Channel 4, Bring Back the Bush, examinando por que as mulheres raspam os pelos pubianos.

### Livros
Incentivada pelos seus seguidores digitais, Eggerue criou um zine no Adobe InDesign com conselhos sobre amor-próprio. Após a recepção positiva, ela começou a procurar uma editora. Eggerue publicou um livro chamado What a Time to be Alone: The Slumflower's Guide to Why You Are Already Enough em julho de 2018 pela Quadrille Publishing. Poucos dias após a publicação, o livro se tornou um best-seller do Sunday Times. O livro foca no amor-próprio e contém conselhos sobre como mulheres jovens podem ser felizes sozinhas. Eggerue usa provérbios Igbo em todo o livro. Ela gravou uma palestra Tedx sobre amor-próprio que leva o nome do livro no mesmo mês em que foi lançado.
Em fevereiro de 2020, ela publicou How To Get Over A Boy, um livro de autoajuda que dá conselhos sobre namoro.

## Obras
- 2018. What a Time to be Alone: The Slumflower's guide to why you are already enough. Data de publicação 26 de julho de 2018, Quadrille Publishing. ISBN 9781787133143
- 2020. How To Get Over A Boy. Data de publicação 6 de fevereiro de 2020, Hardie Grant Publishing. ISBN 9781787134812

## Agraciações
- 2018 - BBC, 100 Mulheres[16]